# Coupe Kirin 1998
La Kirin Cup 1998 est la dix-neuvième édition de la Coupe Kirin. Elle se déroule en mai 1998, au Japon. Le tournoi se déroule entre le Paraguay, la République tchèque et le Japon.

## Résultats
| 17 mai 1998 | Paraguay | 1 – 1 | Japon    | Stade olympique, Tokyo                        |                                               |
|             | Ayala 7e |       | Soma 86e | Spectateurs : 53 408 Arbitrage : Eun Tack Pyo | Spectateurs : 53 408 Arbitrage : Eun Tack Pyo |

| 21 mai 1998 | Tchéquie   | 1 – 0 | Paraguay | Kōbe                |                     |
|             | Šmicer 12e |       |          | Spectateurs : 6 100 | Spectateurs : 6 100 |

| 24 mai 1998 | Japon | 0 – 0 | Tchéquie | Yokohama                                  |
|             |       |       |          | Spectateurs : 66 930 Arbitrage : Russamee |

## Tableau
| Équipe   | Pts | J | V | N | D | Bp | Bc | Dif |
| -------- | --- | - | - | - | - | -- | -- | --- |
| Tchéquie | 4   | 2 | 1 | 1 | 0 | 1  | 0  | +1  |
| Japon    | 2   | 2 | 0 | 2 | 0 | 1  | 1  | 0   |
| Paraguay | 1   | 2 | 0 | 1 | 1 | 1  | 2  | -1  |

## Vainqueur
| Vainqueur Kirin Cup 1998 Tchéquie 1er titre |